# Bartłomiej Mróz
Bartłomiej Mróz (* 9. August 1994 in Kędzierzyn-Koźle) ist ein polnischer Badmintonspieler. Er wurde ohne rechten Unterarm geboren und startet im Parabadminton in der Startklasse SU5 im Einzel und Doppel. 

## Sportliche Laufbahn
Bartłomiej Mróz absolvierte von 2010 bis 2013 eine Ausbildung an einer Sportförderschule in Głubczyce. Von 2013 bis 2016 studierte er an der Akademia Wychowania Fizycznego Józefa Piłsudskiego w Warszawie in Warschau Sport. Von 2016 bis 2018 folgte ein Magisterstudium an der Wyższa Szkoła – Edukacja w Sporcie w Warszawie, einer auf die Bedürfnisse von Leistungssportlern eingerichteten privaten Sporthochschule in Warschau.
Bei der Badminton-Europameisterschaft für Behinderte 2012 in Dortmund gewann Mróz Silber im Einzel, im Finale unterlag er dem Türken İlker Tuzcu. Im folgenden Jahr erreichte Mróz auch bei den Badminton-Weltmeisterschaft für Behinderte das Einzelfinale, verlor aber gegen Cheah Liek Hou aus Malaysia. Im Doppel unterlag er mit İlker Tuzcu den malaysischen Duo Suhaili Laiman und Cheah Liek Hou. 2014 unterlag er im Einzel-Finale der EM in Murcia erneut Tuczu, mit dem er den Doppeltitel gewann. 2015 scheiterte Mróz in Stoke Mandeville im Einzel-Finale an Cheah Liek Hou und im Doppel mit Tuzcu an Liek Hou und Hairol Fozi Saaba. Bei der EM 2016 in Beek blieb ihm nach einer Niederlage gegen Tuzcu erneut Silber im Einzel, miteinander gewannen beide den Titel im Doppel. Im südkoreanischen Ulsan reichte es für Mróz bei der Parabadminton-WM 2017 durch eine Halbfinal-Niederlage gegen den Indonesier Suryo Nugroho nur für Bronze im Einzel. Bei der Badminton-Europameisterschaft für Behinderte 2018 in Rodez konnte Mróz erstmals im Einzelfinale seinen langjährigen Rivalen und Doppelpartner İlker Tuzcu bezwingen. Beide holten sich im Doppel den Titel gegen die Franzosen Méril Loquette und Lucas Mazur. Wie in Ulsan schied Mróz bei der Badminton-Weltmeisterschaft für Behinderte 2019 in Basel gegen den Indonesier Suryo Nugroho im Halbfinale aus.